# Institut Municipal d'Història de Barcelona

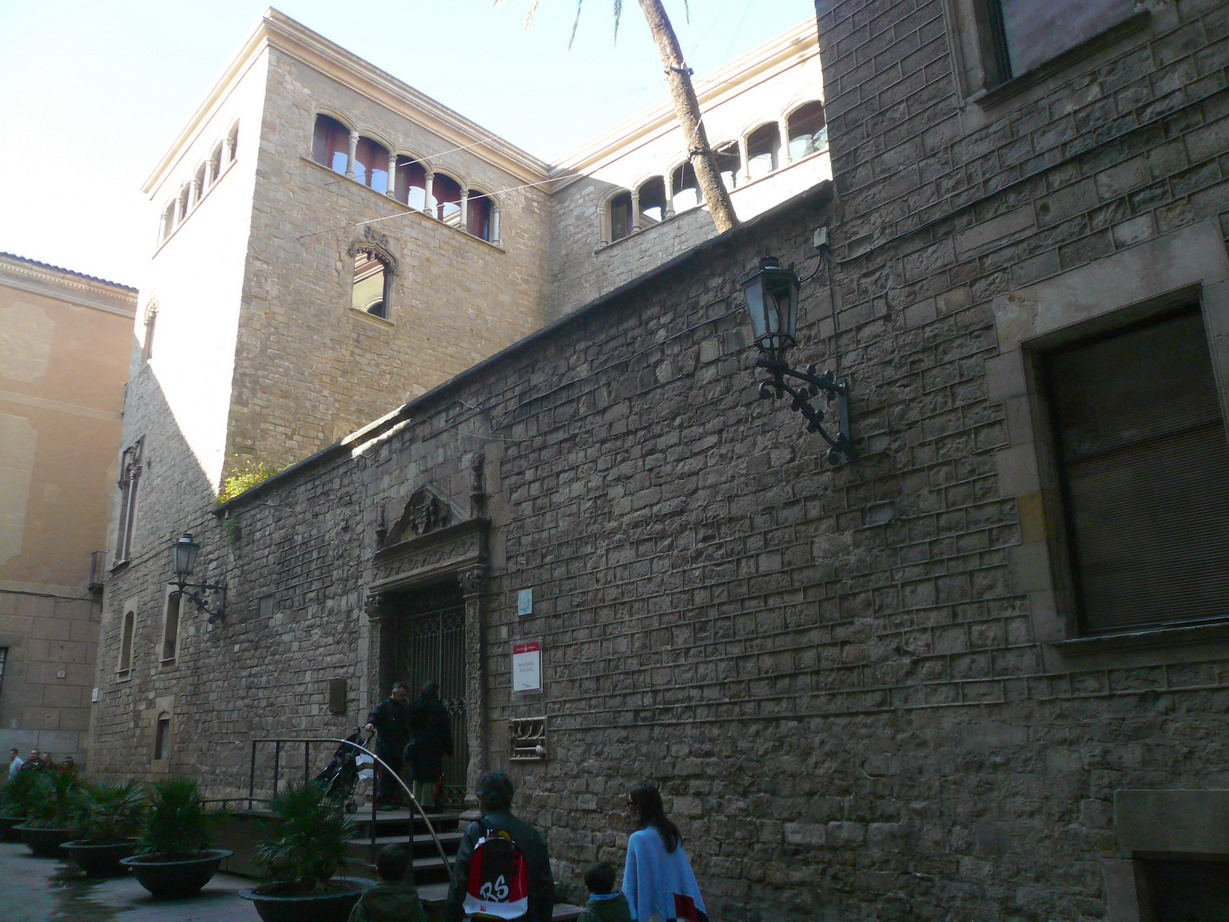
La Casa de l'Ardiaca

Institut Municipal d'Història de Barcelona (IMH) fou una institució creada el 1943 per l'Ajuntament de Barcelona i amb seu a la Casa de l'Ardiaca, per tal d'aplegar les activitats de les següents entitats:
- Arxiu Històric de la Ciutat de Barcelona (AHCB), creat el 1917
- Museu d'Indústries Populars, creat el 1942
- Museu d'Història de la Ciutat de Barcelona, creat el 1943

Posteriorment s'hi afegiria la Comissaria Municipal d'Excavacions, creada el 1948. El 1957 aquestes institucions se separaren i l'IMH esdevingué arxiu, hemeroteca i biblioteca de totes elles, amb seccions dedicades a documentació, numismàtica i cartografia. Des del 1998 edita la col·lecció de monografies BCN Biblioteca Històrica. Actualment és integrat a l'Institut de Cultura de Barcelona (ICUB).

## Directors
- Agustí Duran i Sanpere (1943-1959)
- Pere Voltes Bou (1959-1981)
- Jaume Sobrequés i Callicó (1981-1984)
- Montserrat Condomines